# هايدي بوتا
هايدي بوتا (بالإنجليزية: Heidi Botha)‏ هي مبارزة بالسيف جنوب أفريقية، ولدت في 7 نوفمبر 1968.

## وصلات خارجية
- هايدي بوتا على موقع أوليمبيديا (الإنجليزية)